# The Dusk in Us
The Dusk in Us è il nono album in studio del gruppo musicale metalcore statunitense Converge,  pubblicato nel 2017 dalla Epitaph Records.

## Tracce
1. A Single Tear – 3:59
2. Eye of the Quarrel – 2:14
3. Under Duress – 3:42
4. Arkhipov Calm – 2:53
5. I Can Tell You About Pain – 2:23
6. The Dusk in Us – 7:23
7. Wildlife – 2:29
8. Murk & Marrow – 3:01
9. Trigger – 3:33
10. Broken by Light – 1:46
11. Cannibals – 1:15
12. Thousands of Miles Between Us – 4:42
13. Reptilian – 4:33

## Formazione
- Jacob Bannon - voce
- Kurt Ballou - chitarra, basso, cori
- Nate Newton - basso, chitarra, cori
- Ben Koller - batteria, percussioni, percussioni